# 개밥 먹기
개밥 먹기(dogfooding, 도그푸딩), 즉 자신의 개 사료를 먹는 것(Eating your own dog food)은 자신의 제품이나 서비스를 사용하는 관행이다. 이는 조직이 제품 관리 기술을 사용하여 실제 사용 환경에서 제품을 테스트하는 방법이 될 수 있다. 따라서 개밥 먹기는 품질 관리 역할을 할 수 있으며 결국 일종의 평가 광고가 될 수 있다. 일단 시장에 출시되면 개밥 먹기는 자신의 제품에 대한 개발자의 신뢰를 보여줄 수 있다.

## 용어의 유래
2006년 IEEE 소프트웨어의 편집장인 워렌 해리슨(Warren Harrison)은 1970년대 Alpo 개밥에 대한 TV 광고에서 론 그린이 알포(Alpo)를 자신의 개에게 먹였다고 지적했다고 말했다. 그가 기억하는 또 다른 유래는 주주총회에서 자신의 개 사료 캔을 먹었다는 칼 칸 펫푸드(Kal Kan Pet Food)의 사장 출신일 가능성이 있다.
1988년에 마이크로소프트 경영진 폴 매리츠(Paul Maritz)는 마이크로소프트 랜 매니저(Microsoft LAN Manager)의 테스트 관리자인 브라이언 밸런타인(Brian Valentine)에게 "Eating our own Dogfood"라는 제목의 이메일을 보내 회사 제품의 내부 사용량을 늘리도록 요청했다. 거기서부터 이 용어의 사용은 회사 전체로 퍼졌다.

## 같이 보기
- 소프트웨어 배포 생명 주기
- 사용자 혁신